# Karim Boutadjine
Abdel Karim Boutadjine (Argenteuil, 23 marzo 1989) è un ex calciatore francese con cittadinanza algerina, di ruolo attaccante.

## Carriera
Ha giocato nella massima serie dei campionati rumeno ed algerino.